# Microhyla eos
Microhyla eos là một loài ếch trong họ Microhylidae. Nó là loài đặc hữu của Ấn Độ, phân bố tại Vườn quốc gia Namdapha, Arunachal Pradesh, Ấn Độ.